# Wappen Oppelns

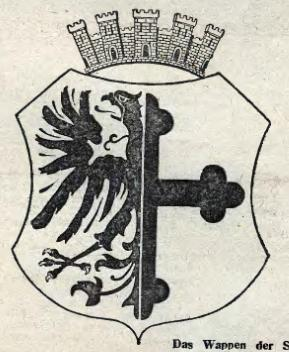
Wappen zu Beginn des 20. Jahrhunderts, offizielle Version der Stadt

Das Wappen der Stadt Oppeln besteht aus einem blauen Schild mit zwei halben goldenen Wappenfiguren und einem Oberwappen.

## Beschreibung
Das Wappen der Stadt zeigt in Blau rechts einen halben goldenen Adler und links ein halbes goldenes Kleeblattkreuz (Lazaruskreuz) gegengelehnt.
Über dem Wappenschild eine goldene fünfzackige Krone als Oberwappen.

## Bedeutung
Der goldene Adler stellt den oberschlesischen Adler dar. Das Kleeblattkreuz nimmt Bezug auf die Kollegiatkirche zum Heiligen Kreuz in Oppeln, die ein Stückchen vom Kreuz Christi, dem Heiligen Kreuz, erhalten hat.

## Geschichte
Ein Siegel aus dem 13. Jahrhundert enthält die älteste bekannte Darstellung des Oppelner Stadtwappens. In einem Siegel aus dem Jahr 1752 waren Adler und Kreuz spiegelverkehrt dargestellt. Zu Beginn des 20. Jahrhunderts trug das Wappen eine fünftürmige Mauerkrone als Oberwappen.

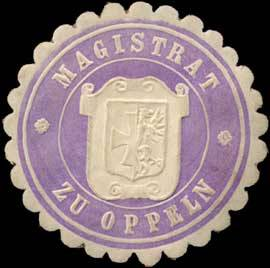
Alte Siegelmarke mit verdrehten Symbolen und geradarmigem Tatzenkreuz statt Kleeblattkreuz
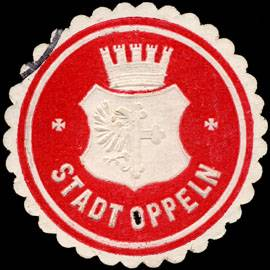
Alte Siegelmarke

## Das Wappen als Schmuck
Das Wappen befindet sich an einigen Bauwerken als Schmuck, u. a. an der Pfennigbrücke, am Hauptbahnhof und an der Fassade des Rathauses. Am Rathaus befinden sich ein modernes farbloses stilisiertes Wappen und ein farbiges Wappen.
Seit Januar 2011 befindet sich im Besitz des Museums des Oppelner Schlesiens ein handbemalter Löffel aus der Zeit vor 1945 mit einem Bild des alten Regierungsgebäudes von Oppeln an der Laffe und dem Wappen am Stiel.

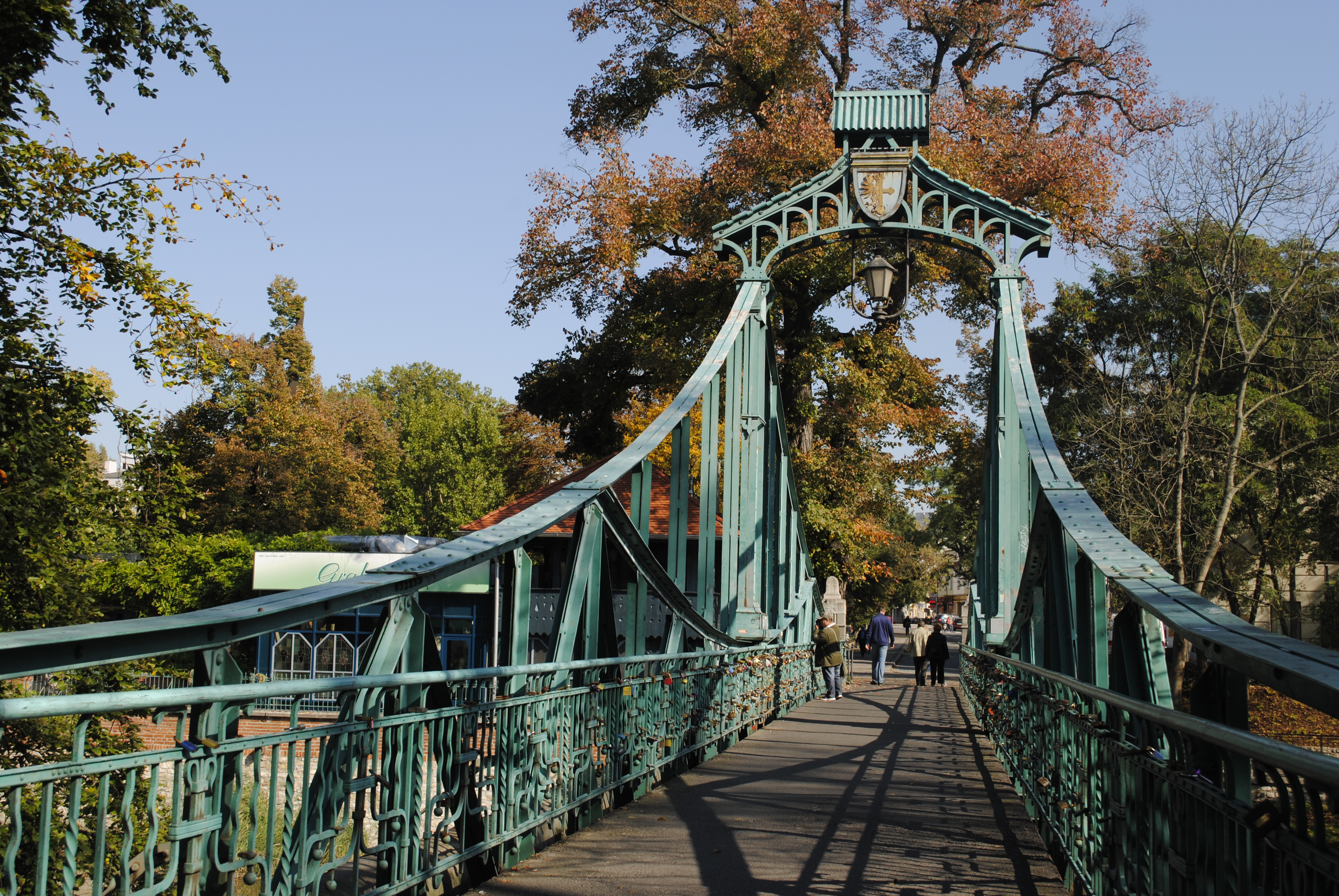
Die Pfennigbrücke mit Wappen
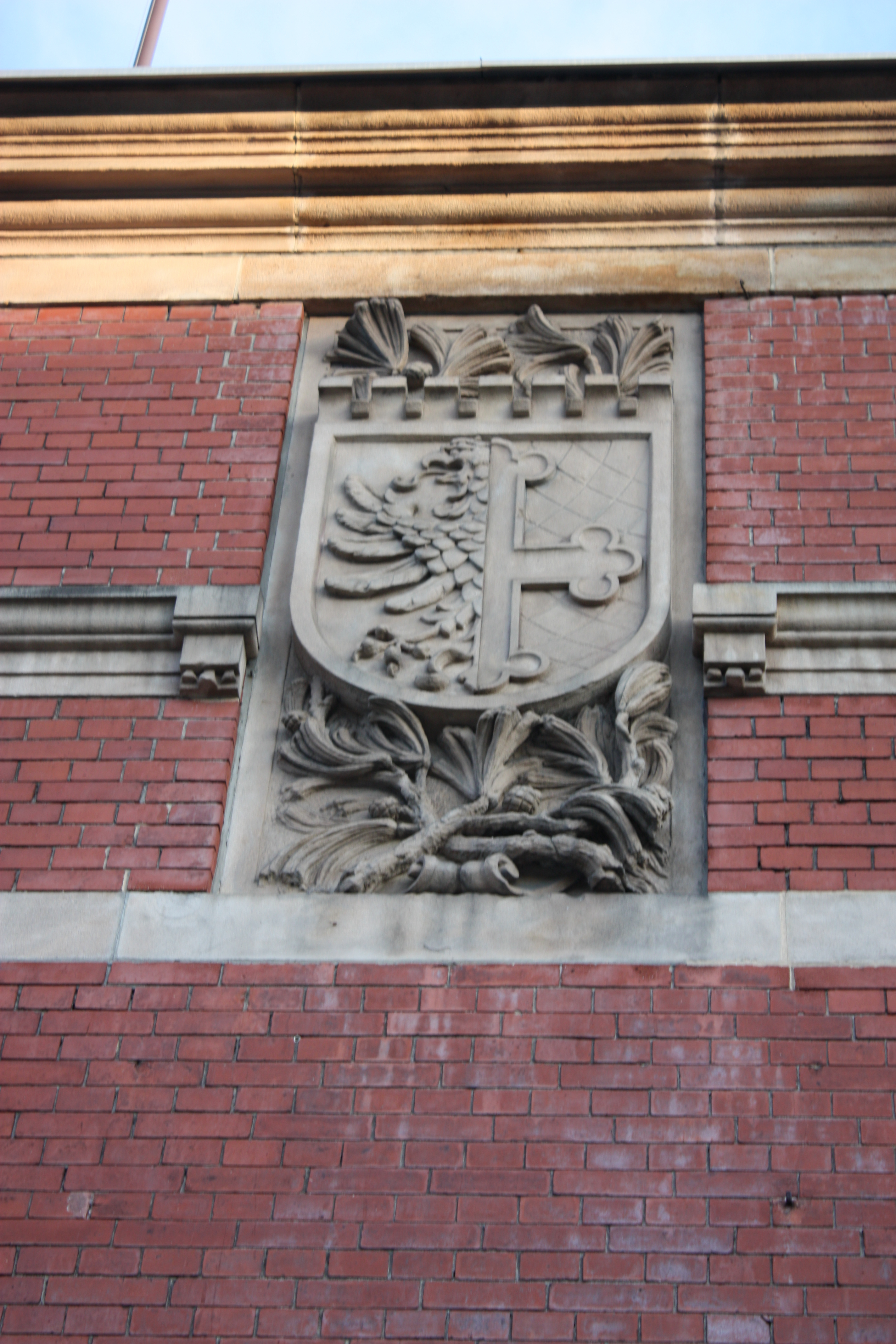
Das Wappen am Hauptbahnhof